# سیارک ۱۷۰۷۲
سیارک ۱۷۰۷۲ (به انگلیسی: 17072 Athiviraham، نامگذاری:1999GT31) هفده هزار و هفتاد و دومین سیارک کشف شده‌است که در ۷ آوریل ۱۹۹۹ کشف شد.
قدر مطلق سیارک برابر ۱۰.۲ است.